# Левашов, Сергей Михайлович
Сергей Михайлович Левашов (1924—1943) — подпольщик Великой Отечественной войны, участник подпольной антифашистской организации «Молодая гвардия».
Двоюродный брат — Василий, также участник подполья.

## Биография

### До войны
Сергей Левашов родился 16 декабря 1924 года на станции Кутейниково Сталинской (ныне Донецкой) области.
Мать Сергея — Левашова Лидия Даниловна, в семье было четверо детей: Сергей и три сестры.
Осенью 1930 года семья переехала в Краснодонский район. В 1931 году Сергей стал посещать подготовительный класс средней школы № 1 имени А. М. Горького. Затем учился в поселковых школах. С первого по десятый класс был отличником. В 1939 году комсомольская организация средней школы № 29 поселка шахты № 12 приняла Сергея Левашова в ряды Ленинского комсомола.

### Во время войны
В апреле 1942 года его, как одного из активных комсомольцев, райком направляет в школу подготовки партизан и подпольщиков в Ворошиловграде. После окончания теоретического курса братья Левашовы в составе группы радистов успешно прошли парашютную подготовку, а в августе были заброшены в тыл врага для выполнения диверсионных заданий и сбора разведданных о противнике в северной части Донбасса. Группа попала в окружение, понесла урон, оставшиеся в живых уходили от преследования карателей поодиночке.
С сентября 1942 года находился в оккупированном Краснодоне, где вступил в «Молодую гвардию». В условиях подполья смонтировал радиоприёмник, по которому принимал сводки Совинформбюро.
Активно участвовал в ряде боевых операций подпольщиков. Снабжал организацию взрывчаткой. Был связан с коммунистом-подпольщиком Н. П. Бараковым.
5 января 1943 года Сергей был арестован. 15 января, после страшных пыток, изуродованным сброшен в шурф шахты № 5. Найден отползшим от ствола шурфа, с полным ртом земли — сбросили его живым.
Похоронен в братской могиле героев в центре города Краснодона.

## Награды
Посмертно награждён орденом Отечественной войны 1-й степени и медалью «Партизану Отечественной войны» 1-й степени.